# Bois de Sioux
La rivière Bois de Sioux est une rivière du Midwest des États-Unis qui prend sa source dans le lac Traverse, dans le coin nord-est du  Dakota du Sud, point le plus septentrional du bassin fluvial de la baie d'Hudson. La rivière marque brièvement la frontière entre cet état et le Minnesota puis entre ce dernier et le Dakota du Nord  jusqu'à sa confluence avec l'Otter Tail pour former la rivière rouge.  
Son nom  de  Bois de Sioux lui fut attribué par les trappeurs et coureurs des bois français et canadiens-français à l'époque de la Nouvelle-France et des premiers échanges commerciaux avec les tribus amérindiennes des Sioux.

## Géographie
La rivière Bois de Sioux a une longueur de 48 km. Elle est un affluent de la rivière Rouge du Nord. 
Cette rivière coule, sous l'aspect d'un ruisseau, vers le nord à partir du barrage construit par le Corps du génie de l'armée des États-Unis à l'extrémité nord du lac Traverse. 
Le principal affluent du Bois de Sioux et du lac Traverse est la rivière Mustinka.
Le débit de ce petit cours d'eau fut canalisé et redressé, à certains endroits, de sorte que son lit s'écarte un peu de la frontière historique de l'État. 
La rivière Bois de Sioux rejoint la rivière Otter Tail à Wahpeton dans le Dakota du Nord, pour former la rivière rouge aussi appelé aux États-Unis, rivière Rouge du Nord.